# 3039 Yangel
3039 Yangel (1978 SP2) là một tiểu hành tinh vành đai chính được phát hiện ngày 16 tháng 9 năm 1978 bởi L. Zhuravleva ở Nauchnyj. Nó được đặt theo tên the missile designer Mikhail Yangel.